# Lista de partidos políticos na Finlândia
Esta é uma lista dos partidos políticos da Finlândia.

## Partidos políticos
| Nome | Nome | Nome |  | Líder                | Ideologia | Espectro                 | Eduskunta | Assembleias municipais | Parlamento Europeu |
| ---- | --- | ---- |  | -------------------- | --- | ------------------------ | --------- | ---------------------- | ------------------ |
|      | Partido Social-Democrata da Finlândia em finlandês: Suomen Sosialidemokraattinen Puolue em sueco: Finlands Socialdemokratiska Parti | SDP  |  | Antti Rinne          | Social-democracia, Progressismo, Pró-Europeísmo                                                                              | Centro-esquerda          | 40 / 200  | 1 697 / 8 999          | 2 / 14             |
|      | Partido dos Finlandeses em finlandês: Perussuomalaiset em sueco: Sannfinländarna                                                    | PS   |  | Jussi Halla-aho      | Nacionalismo finlandês, Conservadorismo, Populismo de direita, Conservadorismo social, Euroceticismo, Nacionalismo económico | Direita                  | 39 / 200  | 770 / 8 999            | 2 / 14             |
|      | Partido da Coligação Nacional em finlandês: Kansallinen Kokoomus em sueco: Samlingspartiet                                          | KOK  |  | Petteri Orpo         | Liberalismo clássico, Conservadorismo liberal, Pró-Europeísmo                                                                | Centro-direita           | 38 / 200  | 1 490 / 8 999          | 3 / 14             |
|      | Partido do Centro em finlandês: Suomen Keskusta em sueco: Centern i Finland                                                         | KESK |  | Juha Sipilä          | Centrismo, Liberalismo, Agrarianismo, Descentralização                                                                       | Centro                   | 31 / 200  | 2 824 / 8 999          | 2 / 14             |
|      | Aliança dos Verdes em finlandês: Vihreä liitto em sueco: Gröna Förbundet                                                            | VIHR |  | Maria Ohisalo        | Liberalismo verde, Ecologismo, Ambientalismo, Liberalismo social, Feminismo, Reformismo, Pró-Europeísmo                      | Centro-esquerda          | 20 / 200  | 534 / 8 999            | 3 / 14             |
|      | Aliança de Esquerda em finlandês: Vasemmistoliitto em sueco: Vänsterförbundnet                                                      | VAS  |  | Li Andersson         | Socialismo democrático, Ecossocialismo, Feminismo                                                                            | Esquerda                 | 16 / 200  | 658 / 8 999            | 1 / 14             |
|      | Partido Popular Sueco da Finlândia em finlandês: Suomen ruotsalainen kansanpuolue em sueco: Svenska folkpartiet i Finland           | RKP  |  | Anna-Maja Henriksson | Liberalismo, Social liberalismo, Liberalismo económico, Pró-Europeísmo                                                       | Centro                   | 9 / 200   | 471 / 8 999            | 1 / 14             |
|      | Partido Democrata-Cristão em finlandês: Kristillidemokraatit em sueco: Kristdemokraterna                                            | KD   |  | Sari Essayah         | Democracia cristã, Conservadorismo social, Ecologismo                                                                        | Centro-direira           | 5 / 200   | 316 / 8 999            | 0 / 14             |
|      | Movimento Agora em finlandês: Liike Nyt em sueco: Rörelse nu                                                                        | liik |  | Harry Harkimo        | Liberalismo económico, Democracia virtual, Democracia direta                                                                 | Centro                   | 1 / 200   | 14 / 8 999             | 0 / 14             |
|      | Futuro Azul em finlandês: Sininen tulevaisuus em sueco: Blå framtid                                                                 | SIN  |  | Kari Kulmala         | Liberalismo nacional, Liberalismo económico, Conservadorismo social, Eurocepticismo                                          | Centro-direita a Direita | 0 / 200   | 56 / 8 999             | 0 / 14             |